# Polskie Towarzystwo Genealogiczne
Polskie Towarzystwo Genealogiczne (PTG) – stowarzyszenie ogólnopolskie o charakterze towarzystwa genealogicznego, z siedzibą w Warszawie, posiadające osobowość prawną, zrzeszające miłośników genealogii z Polski i z zagranicy. 
W 2006 roku genealodzy Stanisław Pieniążek i Artur Ornatowski założyli PTG, które zostało zarejestrowane w Krajowym Rejestrze Sądowym (nr 0000264224).
Celem PTG  jest m.in. popularyzowanie wiedzy genealogicznej oraz integracja genealogów w realizacji wspólnych przedsięwzięć. Na internetowej stronie PTG realizowane są projekty indeksowania zasobów przydatnych w poszukiwaniach genealogicznych. Jednym z nich jest Geneteka, zawierająca indeksy ksiąg metrykalnych parafii. Innym projektem jest Katalog Zasobów Metrykalnych, zawierający informacje teleadresowe oraz informacje o zasobach metrykalnych. W 2006 roku PTG wspomagało realizację programu telewizyjnego Sekrety rodzinne. 
Prezesem Zarządu stowarzyszenia jest Michał Sebastian Zieliński.